# Melanocoris obovatus
Melanocoris obovatus är en insektsart som beskrevs av Champion 1900. Melanocoris obovatus ingår i släktet Melanocoris och familjen näbbskinnbaggar. Inga underarter finns listade i Catalogue of Life.